# Zeria merope
Zeria merope är en spindeldjursart som först beskrevs av Simon 1879.  Zeria merope ingår i släktet Zeria och familjen Solpugidae. Inga underarter finns listade i Catalogue of Life.